# Мухари
Мухари (бенг. মুহুরী) — река в Индии и Бангладеш.
Река начинается в холмах Лушай в индийском штате Трипура и течёт на запад. Пересекает индо-бангладешскую границу в районе округа Фени, после чего течёт по границе округов Фени и Читтагонг, перед впадением в Бенгальский залив втекая в эстуарий реки Фенни.
Река является мелкой (в сухой сезон её можно перейти вброд) и неширокой (от 150 до 200 м), в районе устья подвержена влиянию приливов и отливов, поэтому на расстоянии 4 км от эстуария имеется дамба, предотвращающая поступление солёной морской воды в ирригационные системы.
В связи со сложным характером реки, подверженной быстрым и мощным разливам, индийское правительство построило в 1975 году волнорез для защиты города Белониа в штате Трипура. Это вызвало проблемы на бангладешской стороне, после чего обе стороны договорились более не возводить никаких подобных сооружений. Из-за разливов реки на ней возникают и исчезают острова, меняются очертания берегов, что приводит к спорам о прохождении границы и территориальной принадлежности тех или иных участков.